# Жерствянка (Любанский сельсовет)
Жерствя́нка (бел. Жарсцвянка) — деревня в составе Любанского сельсовета Вилейского района Минской области Беларуси.

## География
Деревня Жерствянка находится в Вилейском районе Минской области, на западе Беларуси. Жерствянка находится в окружении сельскохозяйственных полей.
Населённый пункт расположен на высоте 170 метров над уровнем моря. Климат умеренно-континентальный.
Ближайшая деревня — Каловичи на северо-востоке и Порса на востоке. Основная дорога P28, которая проходит через деревню, связывает её с другими населенными пунктами, такими как Каловичи.

## История
Деревня Жерствянка сыграла важную роль в событиях Первой мировой войны. В 1 км к западу от деревни, на территории старого заброшенного сельского кладбища, расположено воинское захоронение, где погребены российские солдаты 304-го Новгород-Северского пехотного полка. Захоронение связано с боем, произошедшим 10 сентября 1915 года во время ликвидации Свенцянского прорыва немецких войск. Об этом бое пишет генерал Баланин в своей статье «Вилейка. Бой 10 сентября 1915 года».
На протяжении многих лет захоронение было заброшено, и его состояние постепенно ухудшалось. На месте могилы лежал металлический крест, сделанный местным кузнецом после Второй мировой войны. В 2013—2014 годах усилиями благотворительного культурно-исторического фонда памяти Первой мировой войны «Крокі» были проведены работы по восстановлению братской могилы. В ходе восстановления был установлен металлический крест, могила обложена камнями, а также были установлены две черные мраморные плиты с памятными текстами.

На плитах выгравированы следующие слова:
«Доблестные предки/ Простите долгое/ беспамятство/ Ваших потомков/ И примите запоздавшее/ благодарение и поклон/ За великую жертву/ ценою в жизнь/ Принесённую Вами/ за наш город/ в огне 1 Мировой войны.»

«Вечная память/ воинам Русской армии/ XXVII Армейского корпуса/ павшим в боях за/ Вилейщину в сентябре 1915 г./ при ликвидации/ Свенцянского прорыва.»
Захоронение остается важным историческим памятником, увековечивающим память солдат, погибших в боевых действиях за Вилейку и окрестные территории.

## Транспортная доступность
Ближайшая автобусная остановка расположена в деревне Коловичи, которая находится примерно в 10 минутах ходьбы (около 730 метров) от Жерствянки. По этой остановке курсирует автобусный маршрут № 329-С, который соединяет окрестные населенные пункты с крупными транспортными узлами.
Деревня расположена на расстоянии около 6,4 км от Вилейки, ближайшего районного центра, по дороге Р28/П1.